# Sun Fire E25k
Sun Fire E25k (кодовое имя «Amazon 25») — высокопроизводительный сервер уровня предприятия (индекс E означает «Enterprise») от корпорации Sun Microsystems основанный на архитектуре SPARC V9. Машина была впервые выпущена в 2004 году. Sun Fire E25k представляет собой улучшенный сервер Sun Fire 15k и отличается от него только процессорными платами. В апреле 2009 года выпуск серверов этой модели был прекращён; взамен этой модели предлагается сервер Sun SPARC Enterprise M9000 разработанный компанией Fujitsu.
E25k поддерживает до 72 двухъядерных процессоров UltraSPARC IV или, в более поздних вариантах UniBoard, UltraSPARC IV+ (тактовая частота до 1.95 ГГц), устанавливаемых на 18-ти системных платах Uniboard. Таким образом, одновременно могут выполняться до 144 независимых вычислительных потоков. Существует возможность совместного использования одном сервере системных плат с разными типами процессоров: UltraSPARC III, IV и IV+; поддерживается Горячая замена (Hot Swap) для системных плат. Доступно до 32 ГБ — 64 ГБ оперативной памяти на плату Uniboard, максимум оперативной памяти составляет 576 или 1,15 ТБ на один домен (в зависимости от использованного поколения UniBoard).
Система может быть разделена на электрически независимые аппаратные разделы (домены), до 18 штук (минимум одна плата Uniboard на домен), каждый из которых представляет собой отдельную машину со своей файловой системой, паролем root и может использовать разные версии операционной системы Solaris. Как и в других серверах Sun уровня предприятия, в Е25к имеется функция Dynamic Reconfiguration: администратор платформы может динамически изменять количество памяти и процессоров, доступных каждому домену. E25k содержит два системных контроллера (для отказоустойчивости), которые представляют собой встроенные компьютеры с архитектурой SPARC, работающие под управлением ОС Solaris. Они использующихся для выполнения таких задач как загрузка и выключение доменов, а также для распределения плат Uniboard по доменам (конфигурирование платформы). Из устройств хранения, в системе присутствуют только загрузочные диски системных контроллеров; для работы ОС доменов к Е25к посредством SAN подключаются внешние системы хранения данных (дисковые массивы).
Для поддержания кеш-когерентности используется сразу 2 подхода. В рамках каждой UniBoard используется snooping протокол, а между разными UniBoard — directory-based протокол.

## ОС
Поддерживаются ОС Solaris 8, 9, 10

## Суперкомпьютеры
На базе Sun Fire 25k в октябре 2004 был создан суперкомпьютер Maverick, установленный в TACC и использовавшийся в TeraGrid.